# Ганс Мільд
Ганс Ялмар «Тьялле» Мільд (31 липня 1934 ― 23 грудня 2007) ― шведський футболіст та хокеїст. У футболі грав на позиції захисника, а в хокеї на позиції нападника.

## Біографія
Мільд двічі вигравав Аллсвенскан з Юргорденом і зіграв 31 матч за національну збірну Швеції. В 1964 Мільд отримав шведський Золотий м'яч як кращий футболіст року в країні.
Як хокеїст Мільд грав за «Гету», «Юргорден» та «Гаммарбю», шість разів ставав чемпіоном Швеції. Ходили чутки, що він мав можливість змінити Ульфа Стернера в «Нью-Йорк Рейнджерс». Ганс також провів 63 матчі у національній збірній з хокею. Здобув срібло на зимових Олімпійських іграх 1964 року.
Своє прізвисько «Тьялле» Мільд отримав на знак схожості з мультиплікаційним персонажем Тьялле Тварвіггом.
Після закінчення кар'єри він присвятив себе тренерству. Як тренер «Юргордена» він виховав таких хокеїстів, як Гокан Седергрен, Єнс Елінг, Томас Ерікссон та Томмі Мерт.
Син Ганса Мільда, Гокан (нар. 1957), також був хокеїстом.
Помер 23 грудня 2007 року.